# 8246 Kotov
8246 Kotov eller 1979 QT8 är en asteroid i huvudbältet som upptäcktes den 20 augusti 1979 av den rysk-sovjetiske astronomen Nikolaj Tjernych vid Krims astrofysiska observatorium på Krim. Den har fått sitt namn efter kollegan vid Krimobservatoriet Valerij Kotov.
Asteroiden har en diameter på ungefär tre kilometer och den tillhör asteroidgruppen Flora.